# Projekt NG561
Das Projekt NG561 beschreibt einen Fährschiffstyp, von dem zwei Einheiten für die britische Reederei Wightlink Ferries gebaut wurden. Die beiden Schiffe werden auch als Ryder-Klasse zusammengefasst.

## Geschichte
Die Fähren wurden auf der Werft FBMA Marine in Balamban, Cebu, Philippinen, für die britische Reederei Wightlink Ferries in Portsmouth gebaut. Die Kiellegungen erfolgten am 20. Mai bzw. 15. Juli 2008. Die am 10. Mai bzw. 4. Juni 2009 fertiggestellten Fähren wurden im Juni 2009 an Wightlink Ferries abgeliefert. Sie wurden als Decksladung an Bord der BBC Georgia nach Portsmouth verschifft, wo sie am 12. Juli 2009 ankamen.
Die Fähren wurden am 29. September 2009 in Dienst gestellt. Sie verkehren über den Solent zwischen Portsmouth und Ryde auf der Isle of Wight. Sie ersetzten die beiden zuvor von Wightlink eingesetzten Fähren FastCat Shanklin und FastCat Ryde.
Der Schiffsentwurf stammte vom britischen Unternehmen BMT Nigel Gee & Associates in Southampton.

## Beschreibung
Die Schiffe sind als Katamarane ausgelegt. Sie werden von zwei Caterpillar-Dieselmotoren des Typs C32 mit jeweils 970 kW Leistung angetrieben. Die Motoren wirken über Untersetzungsgetriebe auf zwei Festpropeller. Die Antriebe sind in den beiden Schwimmkörpern untergebracht. Weiterhin ist in den Schwimmkörpern jeweils ein Bugstrahlruder installiert.
Auf den Schwimmkörpern sind zwei Decks aufgesetzt. Auf dem Hauptdeck befindet sich der Aufenthaltsraum für die Passagiere mit Sitzgelegenheiten. Im hinteren Bereich des Hauptdecks befinden sich Stellplätze für circa 20 Fahrräder sowie seitlich offene Decksbereiche. Auf dem darüber liegenden Deck ist etwa mittig das Steuerhaus angeordnet. Dahinter befindet sich ein Sonnendeck mit Sitzgelegenheiten.

## Schiffe
| Projekt NG561  | Projekt NG561 | Projekt NG561 | Projekt NG561  |
| Bauname        | Baunummer     | IMO-Nummer    | Fertigstellung |
| -------------- | ------------- | ------------- | -------------- |
| Wight Ryder I  | 1026          | 9512537       | 10. Mai 2009   |
| Wight Ryder II | 1027          | 9512549       | 4. Juni 2009   |

Die Schiffe fahren unter der Flagge des Vereinigten Königreichs. Heimathafen ist Portsmouth.